# Glockenwise
Os Glockenwise são uma banda de rock originária de Barcelos. No ativo desde 2006, a banda é atualmente composta por Nuno Rodrigues (voz), Rafael Ferreira (guitarra), Rui Fiusa (baixo) e Cláudio Tavares (bateria). 

## História

### O início: concertos, EP de estreia e mais concertos (2006-2010)
Rodrigues, Ferreira e Fiusa começaram a tocar juntos ainda adolescentes, em 2006, com cerca de 15 ou 16 anos. Em entrevista, Ferreira afirmou que começaram a fazê-lo para porque não queriam só "papar sono numa terra pequenina". Com a chegada de Cristiano Veloso, que ocupou a posição de baterista, o trio tornou-se quarteto. Neste período, assinalaram a influência de outras bandas nacionais no seu trabalho, nomeando os Vicious Five, Black Bombaim e os Wraygunn como exemplos de bom rock produzido em Portugal.
Começaram a tocar ao vivo desde o início. Logo no seu ano de formação, integraram o alinhamento do festival Barcelos On The Rocks, promovido pela Honeysound em colaboração com uma série de agentes locais, como a Câmara Municipal de Barcelos e a Lovers & Lollipops. Em 2008, participaram no concurso de bandas Rockstratu's, onde arrecadaram os prémios para melhor vocalista e presença em palco, mas perderam o galardão final para os seus conterrâneos GoDoT.
A estreia do grupo nos discos chegou com o EP "The Glockenwise", lançado em 2009 pela independente Lovers & Lollipops. O registo alavancou mais uma série de concertos da banda, que passou por palcos como: o Armazém do Chá (Porto), o Cabaret Maxime (Lisboa), o festival Milhões de Festa, entre muitos outros. Ainda em 2010, estiveram em destaque ao serem incluídos na compilação anual Novos Talentos FNAC e, também, numa peça do jornal Público sobre a cena rock de Barcelos.

### Building Waves:os primeiros álbuns (2011-2015)
O álbum de estreia do grupo chegou em janeiro de 2011. Construído sobre uma base de rock e punk, Building Waves foi genericamente bem recebido pela crítica. O jornalista Mário Lopes considerou-o um dos melhores álbuns portugueses desse ano. O disco foi reconhecido também fora de Portugal, com a nomeação para o prémio de melhor álbum europeu independente atribuído pela Impala (associação de editora independentes), ao lado de artistas como Adele, M83 ou Sigur Rós. Nesse verão, estrearam-se num palco de um grande festival de música, inaugurando o palco secundário do Super Bock Super Rock, e tocando antes de Tame Impala.
Os trabalhos seguintes sucederam-se em intervalos de dois anos: em 2013, lançaram Leeches e, em 2015, Heat. Ambos mantiveram o inglês como idioma primordial das suas canções e o selo da Lovers & Lollipops.

### Plástico, Calor eGótico Português: os álbuns em português e o regresso à independência (2018 - atualidade)
Em 2018, a música dos Glockenwise surgiu reinventada com o lançamento de Plástico. Ao quarto álbum, o agora trio passou a cantar em português, colecionando rasgados elogios da crítica especializada e integrando as listas de melhores álbuns nacionais do ano para publicações como o jornal Público, o Observador, a Time Out, bem como para as rádios Radar, SBSR FM e Antena 3 (esta última, incluiu o disco na lista dos melhores de 2019).
Sem novo álbum à vista, em 2020, colaboraram com Rui Reininho no single "Calor", uma revisão em português de "Heat", tema extraído do terceiro álbum da banda.
Cinco anos depois de Plástico, a banda regressou ao formato longa-duração em 2023, com Gótico Português.

## Discografia
- The Glockenwise EP (Lovers & Lollipops, 2009)
- Building Waves (Lovers & Lollipops, 2011)
- Leeches (Lovers & Lollipops, 2013)
- Heat (Lovers & Lollipops, 2015)
- Plástico (Valentim de Carvalho, 2018)
- Gótico Português (edição independente, 2023)